# Philosophie de la religion
 (juillet 2018).
Si vous disposez d'ouvrages ou d'articles de référence ou si vous connaissez des sites web de qualité traitant du thème abordé ici, merci de compléter l'article en donnant les références utiles à sa vérifiabilité et en les liant à la section « Notes et références ».
La philosophie de la religion est la partie de la philosophie qui pose la question de savoir ce qu'est une religion. Selon le concept de religion qui est ainsi posé et selon la question fondamentale que l'on se pose sur la religion, la philosophie de la religion peut correspondre à différentes démarches. La principale distinction entre les diverses approches de la philosophie de la religion se fait entre les approches dites « essentialistes » et les approches dites « fonctionnalistes ».
La philosophie de la religion est confrontée à une difficulté particulière, qui est l'absence d'un concept de religion convenant à tout ce qu'il est d'usage de considérer comme de l'ordre de la religion.
La philosophie de la religion se présente de manière sensiblement différente selon les religions, les époques et les lieux.

## Histoire
L'histoire de la philosophie de la religion, au sens moderne de l’expression, commence modestement avec les sophistes : les premiers, ils tentent de fournir une explication psychologique de la nature et de l’origine de la religion, sans que le seul rationalisme de leur démarche puisse avancer très loin sur cette voie.
Selon Werner Jaeger, il faut donc attendre l’époque du premier Aristote et de l’Académie platonicienne tardive (vers 360-350 av. J.-C.) pour que les deux conditions d’une « étude simultanément psychologique et religieusement féconde » soient réunies : « d’une part, une pénétration théorique de tous les phénomènes de l’esprit, et d’autre part, une piété née de l’imagination créatrice et symbolique de Platon. » C'est donc à Aristote qu’il faut attribuer la paternité de la philosophie de la religion, ainsi que la fondation de la théologie hellénistique, très exactement dans la deuxième partie de son dialogue Sur la Philosophie, Περὶ φιλοσοφίας. Pour cette étude objective de la vie religieuse intérieure, l’Antiquité n’avait pas de nom ni aucune discipline indépendante, excepté la métaphysique. Bien que la représentation conventionnelle que nous avons d’Aristote en fasse un métaphysicien purement intellectualiste, le grand helléniste allemand a montré que les opérations dialectiques de ce philosophe sont inspirées de l’intérieur par un vif sentiment religieux qui pénètre et informe également toutes les parties de l’organisation logique de sa philosophie.
Historiquement, la philosophie de la religion peut aussi désigner un moment de l'histoire de la pensée centré sur les auteurs allemands que sont Kant, Schleiermacher et Hegel. Ceux-ci sont les principaux philosophes à avoir traité de la religion au tournant des XVIIIe et XIXe siècles. Kant et Hegel ont donné l'un et l'autre des cours de philosophie de la religion. C'est à leur époque que la philosophie de la religion est devenue une discipline universitaire.

## Essentialisme
Les approches essentialistes ont un concept de religion défini et accordent le plus souvent une grande importance à la question de l'existence d'une ou plusieurs divinités. Cette question détermine le fait que l'on considère la religion comme une invention humaine ou comme l'activité d'une ou de plusieurs divinités dans le monde. Les concepts de religions qui correspondent à cette opposition sont, d'une part, celui de religion comme étant essentiellement de l'ordre de la relation entre divin et humanité, ou, d'autre part, celui de religion comme étant essentiellement de l'ordre d'une croyance en quelque chose dont l'existence n'est pas assurée. Ces approches avaient longtemps auparavant marquées d'une forte opposition entre les tenants de l'existence de divinités et ceux qui défendent le contraire. À l'extrême, les penseurs engagés dans cette voie se répondent les uns aux autres par des livres faisant le bilan des arguments pour et contre l'existence des dieux. Cette manière de faire de la philosophie de la religion est très représentée dans le monde anglo-saxon. Elle y recouvre souvent ce qui pour un Européen du continent serait immédiatement compris comme de la théologie et qui, depuis le Moyen Âge, s'appelle « théologie naturelle ».

## Fonctionnalisme
Les approches dites fonctionnalistes portent sur les faits ou les fonctions de la religion dans les sociétés : à quoi sert-elle, quelles en sont les manifestations ? Les approches fonctionnalistes sont fréquentes en Europe continentale. En France, elles ont été encouragées par le rapport Debray. Ces approches retiennent que le religieux n'existe pas en dehors de formes données et contingentes sur un plan historique. Elles accordent la priorité aux phénomènes dits religieux par rapport à la réflexion sur les enseignements des religions et ce qu'elles proposent de croire. La religion est alors envisagée selon la grande diversité des phénomènes religieux.

## Croyance
Bien qu'il soit possible de distinguer assez nettement des approches essentialistes incluant une réflexion sur les propositions des religions et leur justification, d'approches fonctionnalistes se concentrant sur les faits religieux, une approche fonctionnaliste reconduit nécessairement à un questionnement sur l'essence ou la nature de la religion, notamment à cause de la place centrale qu'occupe l'idée de croyance dans la réflexion moderne sur la religion. Le fait de croire peut en effet être abordé comme une fonction de la religion : la religion aurait ainsi pour fonction de répondre à un besoin de croire, par exemple, en proposant de croire en une vie après la mort, elle permettrait de faire face à la peur de la mort comme le présuppose la pensée freudienne, ou bien encore elle aurait pour rôle d'assurer le lien social en fournissant aux sociétés un socle de convictions communes et incontestables. Cependant, dans une telle approche, la croyance, d'abord posée comme fonction de la religion, se présente aussi comme son essence. Il est dès lors légitime de se demander si le fait de croire est véritablement propre à la religion. Dans quelle mesure est-il possible de se dispenser de croire ? ou encore, la religion est-elle nécessairement une incitation à croire ? Un tel questionnement n'est pas facultatif à l'approche fonctionnaliste de la religion, il est un questionnement sur l'essence de la religion.

## Réflexivité
La philosophie est aussi interrogation sur elle-même de sorte que celui qui veut philosopher sur la religion, ne peut se contenter de prendre la religion pour objet, mais il est aussi conduit à s'interroger sur ce qui lui permet de savoir qu'il y a des religions, ou que tel phénomène peut être dit religieux. Une manière d'explorer cette question est l'étude généalogique du concept de religion, c'est-à-dire celle de la façon dont s'est constituée historiquement l'idée selon laquelle il existe des religions et que la religion est telle ou telle chose en substance.

## Nominalisme
Jean Grondin remarque que la philosophie de la religion est en partie déterminée par le cadre fortement nominaliste de la pensée contemporaine.[réf. souhaitée] Le nominalisme est une tournure d'esprit selon laquelle le nom est la chose. Dans le nominalisme, le nom est intuitivement lié à l'existence, de sorte que si l'on ne peut pas définir la chose et lui constater une existence conforme à sa définition, on dit que la chose n'existe pas ou qu'elle n'est pas ça. Or, il est possible de constater l'existence d'une pomme en fonction d'une définition, ce type de constat n'est pas possible pour Dieu, pas plus que pour n'importe quel phénomène n'étant pas un objet matériel. Ce problème détermine ainsi non seulement les débats sur l'existence de Dieu, mais aussi sur la religion elle-même. Par exemple, lorsque l'on affirme que le bouddhisme n'est pas une religion parce que la religion c'est de croire en des divinités et que le bouddhisme ne demande pas de croire en du divin. Inversement, différents phénomènes sont abordés à partir d'une idée de religion qui, grosso modo, se comprend sur le modèle du christianisme, la tendance est ainsi à rechercher dans les autres religions, ce qui fait du christianisme une religion : une communauté ou église, une doctrine, des rites, des lieux de cultes, etc.

## Questions fondamentales
On peut distinguer des questions fondamentales :
- Qu'est-ce que dieu, les dieux, le divin, les divinités, le monothéisme, le polythéisme, le déisme, l'animisme, l'athéisme, l'agnosticisme ? Que signifient ces concepts ?
- Avons-nous de bonnes raisons de penser que les divinités existent ou n'existent pas ?
- Quelles connaissances peut on avoir de ces objets ?
- Qu'est ce que le fanatisme religieux et comment y remédier ?

## La question: «Qu'est-ce que le nomdieusignifie?»
À cette première question, il existe une grande pluralité des opinions philosophiques, sociologiques, ou idéologiques à propos de la religion. Les religions ont diverses interprétations de la part des philosophes et des théoriciens "fondateurs" des diverses sciences de l'homme.

### Perspective des Croyants
Pour les croyants, Dieu est l'Entité Suprême qui a donné son origine à l'Univers et il serait l'Être qui commande les forces maîtrisant l'équilibre et la conservation de cet univers. Quant à ceux qui n'affirment pas leur croyance ou leur incroyance (c'est-à-dire les agnostiques), ils pourraient dire que Dieu est inconnaissable. En tous cas le concept du divin est invoqué pour répondre aux questions métaphysiques.

### Marx
Dieu comme espérance car il permettrait à l'ensemble des fidèles de mieux accepter la vie en la considérant comme un cadeau ou un don. Ceci rend peut-être les gens plus heureux, mais peut-être surtout plus dociles et plus serviables envers la ou les « société(s) » dont ils font partie, il en est ainsi selon Marx. Marx parle de l'aliénation par la religion : « la religion c'est l'opium du peuple ».

### Durkheim
Durkheim, par exemple, tente de montrer que la notion de dieu relève d'une force créée quand des individus sont rassemblés pour communiquer « dans une même pensée et dans une même action ». « Une fois les individus assemblés il se dégage de leur rapprochement une sorte d’électricité qui les transporte vite à un degré extraordinaire d’exaltation ». Durkheim appelle cette énergie « mana ». Pour que la société puisse prendre conscience de cette force mana, il faut qu'elle soit projetée sur un objet extérieur, matériel. Comme il dit, « La force religieuse n’est que le sentiment que la collectivité inspire à ses membres, mais projeté hors des consciences qui l’éprouvent, et objectivé. Pour s’objectiver, il se fixe sur un objet qui devient ainsi sacré ». Ainsi, la société devient conscience de soi, de sa propre unité, et une religion est née. Durkheim voit donc, dans la religion un lien social qui permet d'unir les hommes. Sans ce lien social, la religion n'existerait pas.
Il est important de comprendre que le symbole religieux ne fait qu'hypostasier la force de la société, et le pouvoir de la société coule à travers l'objet sacré. Cette force est réelle, souligne Durkheim, et donc, même si le dogme ou la doctrine de la religion sont faux, l'expérience religieuse est fondée sur une force physique, une sorte d'électricité que nous ne pouvons pas écarter comme une simple illusion.
À cette option interprétative de Durkheim, chacun peut cependant objecter le problème de la foi personnelle. Or, Durkheim explique que la foi religieuse est incorporée et interprétée par chaque individu. Dans ce sens il existe la foi commune, une doctrine, ou idéale, partagée par tous les membres d'une société, et la foi individuelle, qui est un mélange de la personnalité et des expériences de l'individu d'une part, et de la foi collective, voire idéale, de l'autre.

### Feuerbach
Feuerbach voit surtout dans la religion un certain stade du développement de "l'humanité générique" et non seulement une expression d'une société particulière, développement anthropologique à l'apogée duquel se réaliserait pleinement l'universalité et la puissance de la philosophie et de la connaissance rationnelle et objective, contrairement à la croyance. La religion est alors conçue comme un arrêt du développement infantile d'une humanité.

### Freud
Cette idée se retrouve également dans la conception plus psychologique de Freud, qui dit que les religions ne sont qu'une projection et une transposition collective de la figure du père présente et formatrice du psychisme de tout enfant.

## Dieu est-il connaissable?
La philosophie classique, depuis les présocratiques jusqu’aux disciples de Leibniz, s’est souvent définie comme la science du religieux, ou la science de l’absolu, donc comme théologie. On l’appelait aussi métaphysique, ou philosophie première. Elle était nommée ainsi parce qu’elle était considérée comme la racine, la source ou le socle de toutes les sciences.
Au XXIe siècle, il est difficile de comprendre cette prééminence de la métaphysique aux yeux de nombreux grands philosophes classiques, Platon, Aristote, les stoïciens, Descartes, Spinoza, Leibniz, Berkeley, Hegel.
Un grand nombre d’entre nous réagit de la façon suivante : Comment pouvait-on croire que l’on puisse faire la science d’un être qui n’existe peut-être pas ? On connaît bien ce qu’on observe, on ne connaît pas Dieu simplement parce qu’on ne l'observe pas. Ce principe n’était pas jugé convaincant par les défenseurs de la métaphysique. Leur point de vue était même exactement inverse. Les phénomènes, la matière en mouvement, tout ce qu’on voit, étaient considérés comme des objets par nature peu connaissables, tout simplement parce qu’on les connaissait très mal, ou en tout cas pas aussi bien qu’aujourd’hui. En revanche, dieu, les idées, les principes, étaient considérés comme des objets privilégiés de science (être un objet de science et être un objet, cela n’a pas le même sens), comme s’ils étaient précisément les objets que notre raison nous destine à connaître. Aussi la métaphysique était considérée comme une science beaucoup plus certaine, beaucoup moins sujette au doute, que les sciences d'observation.
La suite de cet article ne peut pas présenter l’ensemble de la métaphysique classique telle qu’elle s’est développée pendant deux millénaires. Elle s’efforce seulement de donner un bref éclairage sur le sens de cette science. Nous ne la comprenons plus parce que nous ne connaissons pas plus le sens des vérités métaphysiques que ceux qui les défendaient.

### Les religions et les sciences
Le propre des théories scientifiques est d'être prédictives et réfutables. Comme on ne peut pas prévoir le comportement des dieux ni prouver leur existence, les dieux et des doctrines comme le créationnisme ne sont pas du domaine de la science. Néanmoins le fait religieux fait l'objet d'études de nombreuses disciplines parmi les sciences humaines comme la sociologie, l'ethnologie, la sémiologie, la psychologie sociale. Et ces approches scientifiques, comparatistes, rationnelles étudient l'existence des dieux comme manifestation récurrente et production éminemment humaine, liée aux contextes environnementaux, historiques, sociologiques. Il s'agit par exemple d'étudier les conditions d'apparition d'une religion et de ses divinités au regard des fonctions attendues.
Le philosophe René Berthelot a beaucoup travaillé sur le rapport entre sciences et philosophie des religions en Asie et particulièrement en Chine.
Victor Hugo rapporte une anecdote qu'il attribue à Arago[réf. nécessaire].
Laplace publie en 1796 L'exposition du système du monde, ouvrage dans lequel il explique la naissance du système solaire. Napoléon à Laplace[réf. nécessaire] :
- Votre travail est excellent mais il n'y a pas de trace de Dieu dans votre ouvrage.
- Sire, je n'ai pas eu besoin de cette hypothèse. (Erreur chronologique: en 1796, Napoléon Bonaparte n'était pas empereur, mais seulement général: donc pas de Sire ni de Majesté pour s'adresser à lui).

#### Sources primaires
- Les Présocratiques | Platon | Aristote | Plotin | Anselme
- Thomas d'Aquin, Somme théologique
- Descartes, Méditations métaphysiques
- Pascal, Pensées
- Hobbes, Léviathan
- Spinoza, Traité théologico-politique ; L'Éthique
- John Locke, Lettre sur la tolérance
- Hume, Histoire naturelle de la religion (en), Dialogues sur la religion naturelle
- Kant, La Religion dans les limites de la simple raison
- Kierkegaard, Crainte et tremblement
- Kierkegaard, Post-scriptum aux miettes philosophiques
- Hegel Leçons sur la philosophie de la religion.
- Schleiermacher, Discours sur la religion
- Schelling, Philosophie et Religion
- Bertrand Russell, Science et Religion

#### Essais contemporains
Ouvrages généraux
- (de) Hans Peter Balmer (de): Wofür der göttliche Name steht. Religionsphilosophische Versuche. readbox unipress, Münster 2017,  (ISBN 978-3-95925-040-5).
- André Beckaert, « L’Évolution de l’intellectualisme grec vers la pensée religieuse et la relève de la philosophie par la pensée chrétienne », Revue des études byzantines, t. 19,‎ 1961, p. 44-62 (lire en ligne, consulté le 11 mai 2020).
- Jacques Bouveresse, Peut-on ne pas croire ?, Sur la vérité, la croyance et la foi, Paris, Agone, Banc d’essais, 2007.  (ISBN 978-2-7489-0068-2).
- Ghislain Deslandes, Antiphilosophie du christianisme, Éditions Ovadia, Nice•Paris•Bruxelles•Montréal, 2018.
- (de) Hermann Deuser (de): Religionsphilosophie. Walter de Gruyter, Berlin 2009,  (ISBN 978-3-11-016190-8).
- (de) Jörg Phil Friedrich (de): Der plausible Gott. Verlag Karl Alber, Freiburg 2019,  (ISBN 978-3-495-49066-2).
- Hans Georg Gadamer, Herméneutique et Philosophie, Paris, Beauchesne, 1999.
- Jean Greisch, Le Buisson ardent et les lumières de la raison I, L'invention de la philosophie de la religion, Paris, Éditions du Cerf, coll. « Théologie & philosophie », 2002-2004, 3 vol.  (ISBN 2-204-06857-8)
- Jean Grondin, La Philosophie de la religion, Paris, PUF, coll. « Que sais-je ? » no 3839, 2009.  (ISBN 978-2-13-056960-2)
- Pierre Gisel, Qu'est-ce qu'une religion, Paris, Vrin, Chemins philosophiques, 2007, 128 p.  (ISBN 978-2-7116-1875-0)
- Werner Jaeger (trad. Olivier Sedeyn), Aristote : Fondements pour une histoire de son évolution, L'Éclat, 1997, 512 p. (ISBN 978-2-84162-014-2, lire en ligne), p. 123 à 164, Chapitre VI : « Le Manifeste Περὶ φιλοσοφίας »
- Karl Jaspers, La Foi philosophique face à la révélation, Plon, 1973
- (de) Armin Kreiner (de): Das wahre Antlitz Gottes – oder was wir meinen, wenn wir Gott sagen. Herder, Freiburg i. Br. 2006.
- (de) Franz von Kutschera (de): Vernunft und Glaube. de Gruyter, Berlin 1991.
- (de) Willi Oelmüller (de), Ruth Dölle-Oelmüller: Grundkurs Religionsphilosophie. W. Fink, München 1997.
- (de) Friedo Ricken (de): Religionsphilosophie. Kohlhammer, Stuttgart 2003,  (ISBN 3-17-011568-5).
- Paul Ricœur, Histoire et vérité, Paris, Seuil, coll. Point/Essais, 1954 (réimpr.: 1964, 1967, 2001)  (ISBN 978-2-02-041094-6)
- (de) Holm Tetens: Gott denken Stuttgart 2015,  (ISBN 978-3-15-019295-5).
- Paul Tillich, Philosophie de la religion, Genève, Labor et Fides, 1971.  (ISBN 978-2-8309-0372-0)
- Xavier Tilliette, Les philosophes lisent la Bible, Cerf, prix du Cardinal Grente de l'Académie française, 2001

Ouvrages spécialisés
- Emilio Brito, La Christologie de Hegel, trad. B. Pottier, Paris, Beauchesne, coll. « Bibliothèque des archives de philosophie », no 40, 1983.  (ISBN 2-7010-1056-X)
- Jean-Louis Vieillard-Baron, Hegel, système et structures théologiques, Paris, Cerf, coll. « Théologie & philosophie », 2006,  (ISBN 978-2-204-08196-2)